# Take Me Home, Country Roads
Take Me Home, Country Roads è una canzone scritta da John Denver, Bill Danoff e Taffy Nivert e inizialmente registrata da John Denver e pubblicata nell'album Poems, Prayers and Promises del 25 Aprile 1971. Il singolo raggiunse la seconda posizione nella classifica statunitense Billboard Hot 100.

## Descrizione
La canzone riguarda le strade di campagna della Virginia Occidentale e i paesaggi che le circondano, con una continua richiesta del protagonista di condurlo a casa.

## Accoglienza in Virginia Occidentale
Take Me Home, Country Roads è la canzone ufficiale della West Virginia University e viene suonata in ogni pre-partita di football dal 1972. Viene inoltre suonata praticamente ad ogni evento di atletica e durante molte altre occasioni, come le vittorie interne della squadre di football o di pallacanestro. Spesso il pubblico stesso viene invitato a cantare insieme alle squadre.
Curiosamente alcuni paesaggi citati nella canzone, come il fiume Shenandoah e le Blue Ridge Mountains, sono solo marginalmente associati alla Virginia Occidentale, mentre sono più legati alla Virginia. Infatti il fiume passa attraverso solo il margine esterno della Eastern Panhandle in Virginia Occidentale e, allo stesso modo, la maggior parte della catena montuosa Blue Ridge giace al di fuori dello Stato.
Da quanto ammesso dalla stessa Nivert, neanche la strada che ha ispirato la canzone è nella Virginia Occidentale. Infatti si trova vicino a Washington, nella contea di Montgomery, nel Maryland. Questa strada è la Clopper Road ed esiste tuttora, anche se il paesaggio è cambiato drasticamente rispetto a quello bucolico descritto dalla canzone.

## Cover
- Gli Spank Live hanno realizzato una cover del brano nel 2018 per promuovere l'uscita del gioco Fallout 76. I ricavati della versione digitale del singolo sono stati donati in beneficenza.[5]
- Nel dicembre 2023 Lana Del Rey ha registrato una cover della canzone.[6]